# Wiktor Bujanow
Wiktor Nikołajewicz Bujanow (ros. Виктор Николаевич Буянов, ur. 14 stycznia 2025?/27 marca 1912 w miejscowości Wichlajka w obwodzie saratowskim, zm. 14 lipca 1976 w Odessie) – radziecki generał major lotnictwa, Bohater Związku Radzieckiego (1943).

## Życiorys
Urodził się w rodzinie robotniczej. W 1934 ukończył technikum lotnicze i aeroklub w Woroneżu, od 1934 służył w Armii Czerwonej, w 1937 ukończył wojskową szkołę lotników w Engelsie. W wojnie z Niemcami walczył na Froncie Południowym i Południowo-Zachodnim, później w składzie 1 i 2 Armii Powietrznej na Froncie Zachodnim, Kalinińskim, 1 Nadbałtyckim, 3 Białoruskim i 1 Ukraińskim. Brał udział w walkach obronnych w Mołdawii i na Ukrainie, w kontrnatarciu wojsk radzieckich pod Rostowem, bitwie pod Kurskiem, wyzwoleniu Białorusi, Litwy, i Ukrainy, zajmowaniu Polski i rozbiciu wojsk wroga na terytorium Niemiec. Początkowo był komisarzem eskadry, później zastępcą dowódcy 146 pułku lotnictwa myśliwskiego ds. politycznych 7 Gwardyjskiej Dywizji Lotnictwa Myśliwskiego 2 Korpusu Lotnictwa Myśliwskiego 15 Armii Powietrznej Frontu Briańskiego, a pod koniec wojny (1945) szefem wydziału politycznego dywizji lotniczej. Wykonał 309 lotów bojowych, w których strącił osobiście 12 i w grupie 5 samolotów wroga. W 1947 ukończył kursy szefów wydziałów politycznych przy Akademii Wojskowo-Politycznej, a w 1956 Wyższą Akademię Wojskową im. Woroszyłowa. Na początku lat 50. uczestniczył w wojnie w Korei jako zastępca dowódcy 28 Dywizji Lotnictwa Myśliwskiego, jednak wówczas nie odniósł zwycięstw. W 1971 został zwolniony do rezerwy w stopniu generała majora lotnictwa.

## Odznaczenia
- Złota Gwiazda Bohatera Związku Radzieckiego (2 września 1943)
- Order Lenina
- Order Czerwonego Sztandaru (dwukrotnie - 1944 i 1954)
- Order Wojny Ojczyźnianej I klasy (1945)
- Order Czerwonej Gwiazdy (1949)
- Medal „Za zasługi bojowe” (1944)
- Medal „Za zdobycie Berlina”
- Medal „Za wyzwolenie Pragi”
- Krzyż Wojenny Czechosłowacki 1939 (Czechosłowacja)
- Medal za Odrę, Nysę, Bałtyk (Polska Ludowa)

I medale ZSRR.